# フサール (駆逐艦・初代)
フサール (SMS Huszár) はオーストリア＝ハンガリー帝国海軍の駆逐艦。フサール級。艦名の由来はユサール。
イギリス、ロンドンのヤーロウ社で建造。1904年11月14日起工。1905年5月31日進水。同年7月4日にオーストリア＝ハンガリー帝国海軍に引き渡され、7月11日に水雷艇「Kaiman」とともにロンドンより出航してプーラへ向かい、7月28日に到着した。その後兵装が搭載された。
1908年12月8日、「フサール」は他の駆逐艦の艦長を乗せ視察のためコトル湾からブドヴァへ向かった際にAlbanež shoalで座礁した。そのとき艦長Renner少佐は他の士官たちと会話としており、艦を任されていたBecker大尉がAlbanež shoalを通過したものと判断して進路を変えたことが座礁に繋がった。曳船などが現場に到着し、約130トンのものが艦から取り除かれ、浮力を増すため空のタル330個が積み込まれたものの「フサール」は離礁させられなかった。その後強風のため作業は中止となり、「フサール」は12月11日に折れ曲がり、翌日沈んだ。12月19日から引き揚げ作業が開始され、回収されたものの一部は後に建造された同名艦に使用された。

## 要目
- 設計排水量：390トン
- 満載排水量：420トン
- 全長：68.39メートル
- 最大幅：6.25メートル
- 速力：平均28ノット、最大28.5ノット
- 兵装：45口径7cm砲1、47mm砲7、45cm魚雷発射管2